# Балибар, Этьен
Этьен Балибар (фр. Étienne Balibar, род. 23 апреля 1942) — французский философ, профессор политической философии Университета Париж X — Нантер (а также Калифорнийского университета в Ирвайне), преподаватель французского и английского языков и современной литературы.

## Творчество
В 1960-х годах Балибар, учившийся в Высшей нормальной школе, проявил себя как способный ученик и сотрудник философа Луи Альтюссера. Совместно с другими студентами Альтюссера (например, Жаком Рансьером) он принимал участие в семинаре, посвящённом «Капиталу» Карла Маркса, и последующем издании сборника «Читать „Капитал“». В изданной в 1976 году книге «О диктатуре пролетариата» Балибар критикует руководство Французской коммунистической партии за отказ от концепции революционной диктатуры пролетариата, усматривая корни этого отхода в 1936 году, когда Сталин провозгласил конец классовой борьбы и «общенародное государство» в СССР. В 1985 году выступил с исследованием «Спиноза и политика». В 1989 году совместно с Иммануилом Валлерстайном опубликовал сборник «Раса, нация, класс. Двусмысленные идентичности». В «Массах, классах и идеях» Балибар утверждает, что в «Капитале» исторический материализм Маркса входит в противоречие с его критической теорией, особенно в изучении категории труда. Соответственно, он делает вывод, что формы революционной субъектности не могут постоянно оставаться неизменными (такие формы организации рабочего класса, как политическая партия и профсоюз, также будут рано или поздно исчерпаны).
Дочь философа — актриса и певица Жанна Балибар.

## Публикации
- Балибар Э., Валлерстайн И. Раса, нация, класс. Двусмысленные идентичности. М.: Логос-Альтера, Ессе Homo. 2003. ISBN 5-8163-0058-X
- Балибар Э. «Диктатура пролетариата». / Пер.: А. Репа, Д. Колесник, Л. Ивашкевич; Общ. ред. А. Репа. — Часопис соціальної критики contr.info, 2008. — 150 с.
- Балибар Э. Что в войне? Политика как война, война как политика
- Балибар Э. Европа: политика не-мощи
- Балибар Э. Голоса Америки
- Балибар Э. Европа: революция сверху
- Балибар Э. Интернационализм или варварство
- Балибар Э. Избранность / отбор